# Мосли-Томпсон, Эллен
Эллен Мосли-Томпсон (Ellen Mosley-Thompson; род. 1952) — американский гляциолог и климатолог, палеоклиматолог.
Доктор философии (1979), заслуженный Университетский профессор Университета штата Огайо, где трудится с 1979 года, член НАН США и Американского философского общества (обеих институций — с 2009 года). Лауреат премии Дэна Дэвида (2008), награждена медалью Бенджамина Франклина (2012, совместно с супругом).
Супруг — Лонни Томпсон, также заслуженный профессор Университета штата Огайо, член НАН США и Американского философского общества. Около трети века вместе с супругом они изучают ледяные керны со всего мира. В 2008—2018 гг. Эллен Мосли-Томпсон — директор Byrd Polar and Climate Research Center.
Окончила Marshall University (бакалавр физики, 1970). В Университете штата Огайо получила степени магистра (1975) и доктора философии (1979) по географии (климатологии и наук об атмосфере). В последнем же ныне заслуженный университетский профессор (с 2010) на кафедре географии, профессор с 1995 года, перед чем ассоциированный профессор (1990-94).
Провела девять экспедиций в Антарктиду и шесть в Гренландию — за ледяными кернами. Автор более 140 рецензированных работ. Соавтор доклада МГЭИК, получившего Нобелевскую премию 2007 года.
Член Американской академии искусств и наук (2011), фелло Американского геофизического союза (2009), Американской ассоциации содействия развитию науки (2011), AMS. Почетный доктор (2013).
- Villanova University Mendel Medal (2020)
- BBVA Foundation Frontiers of Knowledge Award (2021)